# Stéphane Sirkis

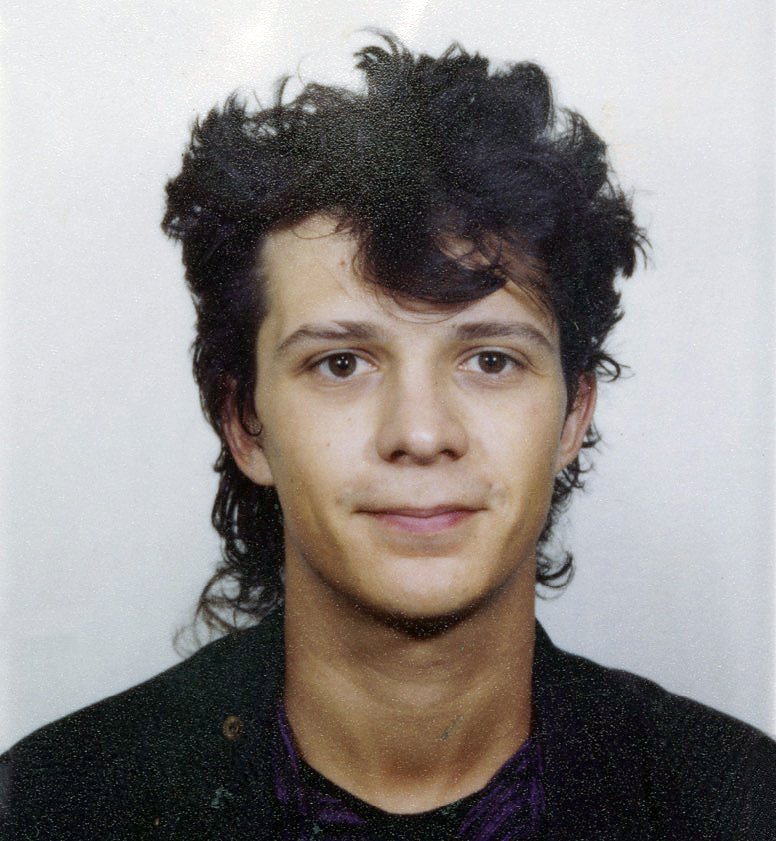
Stéphane Sirkis, 1984

Stéphane Sirkis, bürgerlicher Name Stéphane Paul Denis Sirchis (* 22. Juni 1959 in Antony, Département Seine; † 27. Februar 1999 in Paris), war ein französischer Musiker und Komponist. Er war der Zwillingsbruder von Nicola Sirkis und Mitglied der Band Indochine.

## Jugend
Das erste Jahr seines Lebens verbrachte der Sohn eines Atom-Ingenieurs zusammen mit seinen Brüdern Nicolas und Christophe in Igny. Aufgrund einer beruflichen Veränderung des Vaters zog die Familie später nach Brüssel in Belgien um. Die Familie lebte in guten Verhältnissen, man hörte in der Freizeit in erster Linie klassische Musik. Die familiäre Situation war zudem von großem Respekt gekennzeichnet, Stéphane siezte seine Eltern, die wiederum tolerierten viele Dinge wie beispielsweise das Rauchen der Kinder in der Öffentlichkeit. 1971 trennten sich die Eltern, Stéphane lebte alsdann bei seiner Mutter. Nach der Trennung der Eltern kam Stéphane in ein Internat, später zog die Mutter mit ihren Kindern in die Nähe von Paris. Dies bedeutete für Stéphane einen erneuten Einschnitt in seiner Entwicklung, da er es bislang gewohnt war, in großen Häusern zu leben, die Familie nun jedoch nur ein kleineres Appartement bezog. Dieser Einschnitt hatte auch Auswirkungen auf das Verhältnis zu seinem Zwillingsbruder. Besuchte man bislang gemeinsame Schulklassen, wurden sie nun jedoch aus Quotengründen getrennt. Auch die persönlichen Interessen und der Freundeskreis der beiden änderten sich.
Nachdem Stéphane durch das Abitur gefallen war, nahm er Fernunterricht. Es war zunächst sein Wunsch, Anwalt zu werden, später wollte er mit Kindern arbeiten. Letztlich begann er jedoch, Philosophie zu studieren. Seit seiner Schulzeit war Stéphane linksradikal aktiv gewesen.

## Hobbys
Stéphane interessierte sich für Sport, vor allem für den Alpinismus. Dies ging sogar so weit, dass er von Paris für fünf Jahre in die Alpen zog und sich dort auch an einer Bergungstruppe beteiligte. Auch interessierte er sich für das Zeichnen, suchte Kontakt zu zahlreichen Künstlern, die dann zu seinen Freunden zählten. Sein Traum war es auch, eigene Bildergeschichten zu entwerfen.

## Privatleben
Über sein Privatleben drang nur selten etwas an die Öffentlichkeit. 1987 heiratete er Sophie. Diese gebar ihm am 8. August 1990 seine erste und einzige Tochter, Lou. Diese hat die musikalische Ader ihres Vaters geerbt und spielt und singt heute in ihrer eigenen Band toybloid. Am 7. und 8. Dezember 2006 stand sie mit Indochine zusammen für zwei Lieder vor jeweils 17000 Leuten in Bercy auf der Bühne.
Die Ehe Stéphanes wurde nach nur wenigen Jahren geschieden, dennoch stellte seine Tochter weiterhin einen Lebensmittelpunkt für ihn dar. Bis zu seinem Tod lebte er mit Éliette zusammen, einer Frau, über die er jedoch nichts der Öffentlichkeit gegenüber berichtete. Lediglich in einem Interview sagte er zu diesem Zeitpunkt, dass er es bedauern würde, seine Tochter Lou nicht mit der Frau haben zu können, die er unendlich lieben würde.

## Tod
Während die Band mit den Aufnahmen der Platte Dancetaria in Belgien begann, verstarb im Februar 1999 Stéphane Sirkis im Alter von 39 Jahren in Paris an Hepatitis. Die Darstellung, dass sein Tod überraschend kam, wird durch einen Bericht der französischen Nachrichtenagentur AFP widerlegt. Demnach sei Stéphane bereits seit Jahren gesundheitlich geschwächt gewesen, hervorgerufen durch zahlreiche Exzesse, „welche ein Rock-Star-Leben mit sich bringt“. Die Hepatitis wäre demnach lediglich das letzte Stadium von vorhergehenden Erkrankungen gewesen. Stéphane sei für seine rege Teilnahme am Pariser Nachtleben und für seine Alkoholprobleme bekannt gewesen. Journalisten erinnern sich auch, dass er zuweilen in einem stark alkoholisierten und unkontrollierbaren Zustand im Beisein seines Bruders vor die Presse trat. Nach dem Tod erklärte sein Bruder Nicola: „Wir standen uns sehr nahe in diesem harten Kampf in den letzten beiden Jahren, weil er einfach mit dem Trinken aufhören musste. Fakt ist, dass er vielleicht schon zu viel durchlebt hatte. Ohne Zweifel wollte er aus eigenem Willen diese Welt verlassen.“
Beigesetzt wurde er unter Ausschluss der Öffentlichkeit am 4. März 1999 auf den Friedhof Cimetière Parisien de Bagneux. Auf Wunsch von Nicola fand am 12. März 1999 eine öffentliche Trauerfeier statt, mit der es den Fans ermöglicht werden sollte, von Stéphane Abschied nehmen zu können.

## Anekdoten
Nach einem Interview unterlief einem Journalisten ein Schreibfehler. So wurde sein Bruder nicht als Nicolas Sirchis, sondern als Nicola Sirkis bezeichnet. Stéphane und Nicola nutzten die Gelegenheit und machten den Schreibfehler zu ihrem Künstlernamen.